# 우리는 어디서 왔고, 우리는 무엇이며, 우리는 어디로 가는가

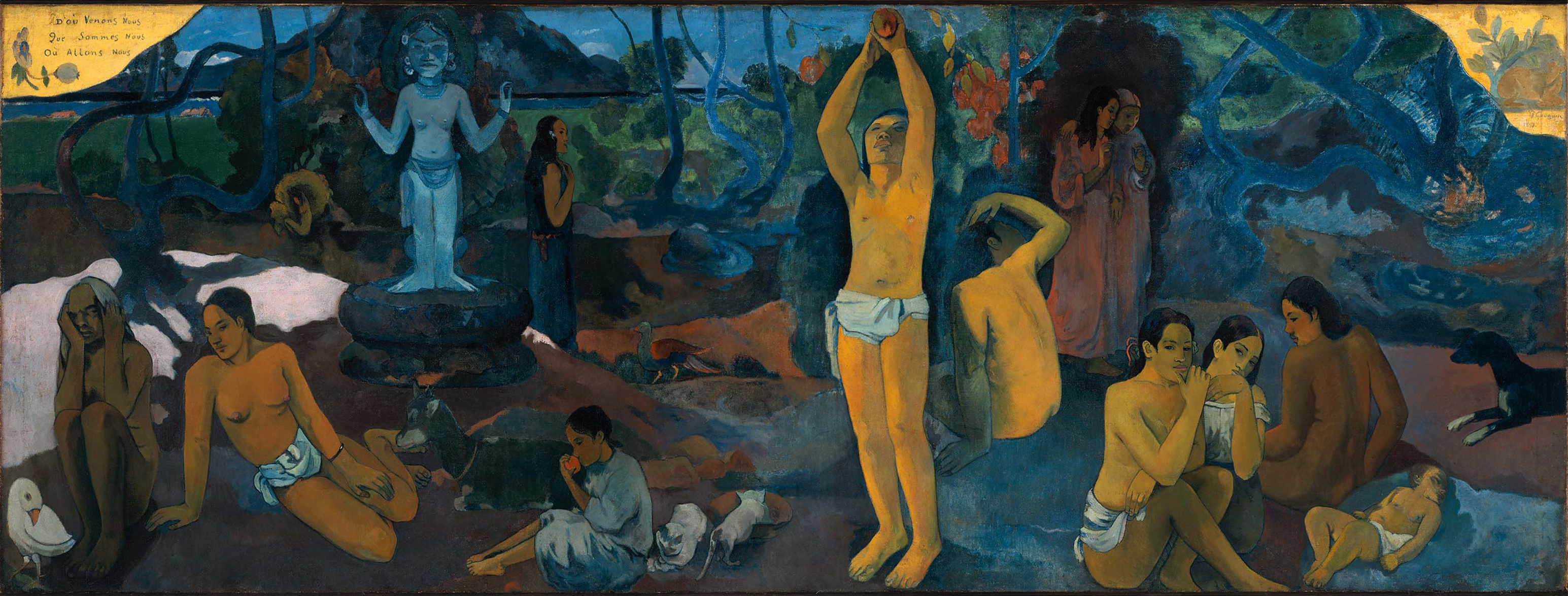
우리는 어디서 왔고, 우리는 무엇이며, 우리는 어디로 가는가

우리는 어디서 왔고, 우리는 무엇이며, 우리는 어디로 가는가는 프랑스 예술가 폴 고갱의 그림이다. 고갱은 왼쪽 상단 구석에 원래의 프랑스어 제목인  D' où Venons Nous / Que Sommes Nous / Où Allons Nous를 새겨 넣었다. 작가가 자신의 캔버스에 쓴 비문에는 물음표나 줄표가 없으며 모든 단어가 이니셜에서는 대문자로 시작되어 표시됐다. 그림의 오른쪽 위 구석에서 그는 왼쪽 상단과 마찬가지로 노란색 바탕 귀퉁이에 서명하고 날짜를 썼다(P. Gauguin / 1897). 이 그림은 타히티에 다시 돌아와서 1897년에 제작되었으며 현재 미국 매사추세츠주 보스턴 소재의 보스턴 미술관에 소장되어 있다.
유화로 그려졌으며 캔버스 크기는 139 cm(세로) × 375 cm(가로) 1897–1898 제작이다.

## 질문에 대한 답
프란시스 쉐퍼는 그의 저서에서 이 글 '우리는 어디서 왔는가? 우리는 무엇인가? 우리는 어디로 가는가?'는 고갱이 자살하려고 시도하기 직전에 자신의 마지막 작품에 대하여 쓴 것이라고 말한다. 또한 그 질문의 대한 대답은 '온 곳도 없고, 아무것도 아니며, 갈 곳도 없다는 것이다.'라고 말하였다.

## 같이 보기
- 인상주의